# Nassian
Nassian ou Nasian est une ville du nord-est de la Côte d'Ivoire, qui se situe au nord-ouest de Bondoukou. C'est un chef-lieu de préfecture de la région du Bounkani.

## Histoire
Initialement formée par quatre villages (Nassian, Parhadi, Landé et Poum), Nassian englobe aujourd'hui douze entités villageoises unies. Comme le reste de la Cote-d'Ivoire, la Commune de Nassian est aussi un foyer immigration où coexistent pacifiquement diverses populations autochtones et allochtones.
Louis-Gustave Binger y fait étape lors de son expédition en mars 1888 et y repasse lors de son voyage retour le jeudi 27 décembre de la même année. Il mentionne alors que Thomas Edward Bowdich la nomme Naséa.

## Agriculture
Nassian bénéficie d'une économie diversifiée et prometteuse, avec une agriculture florissante.
Nassian se distingue par une diversité de cultures vivrières telles que les ignames, le manioc, les légumes et l'anacarde, ainsi qu'un élevage de volaille et de caprins à l'échelle familiale.
La pêche, bien que présente, reste peu productive. Le commerce est animé par des marchés locaux et des commerçants expatriés, notamment libanais et mauritaniens.
L'artisanat et les petits métiers existent mais sont encore peu structurés.